# Pleopeltis diversifolia
Pleopeltis diversifolia là một loài dương xỉ trong họ Polypodiaceae. Loài này được Melvaine mô tả khoa học đầu tiên năm 1936.
Danh pháp khoa học của loài này chưa được làm sáng tỏ. 